# Tour Zimmer
Pour les articles homonymes, voir Zimmer.
La Tour Zimmer (en néerlandais : Zimmertoren) est une tour horloge située à Lierre en Belgique, nommée d'après l'horloger et astronome amateur Louis Zimmer.  Cette tour était à l'origine une tour médiévale, la Corneliustoren, qui faisait partie de la première enceinte de la ville.

## Présentation

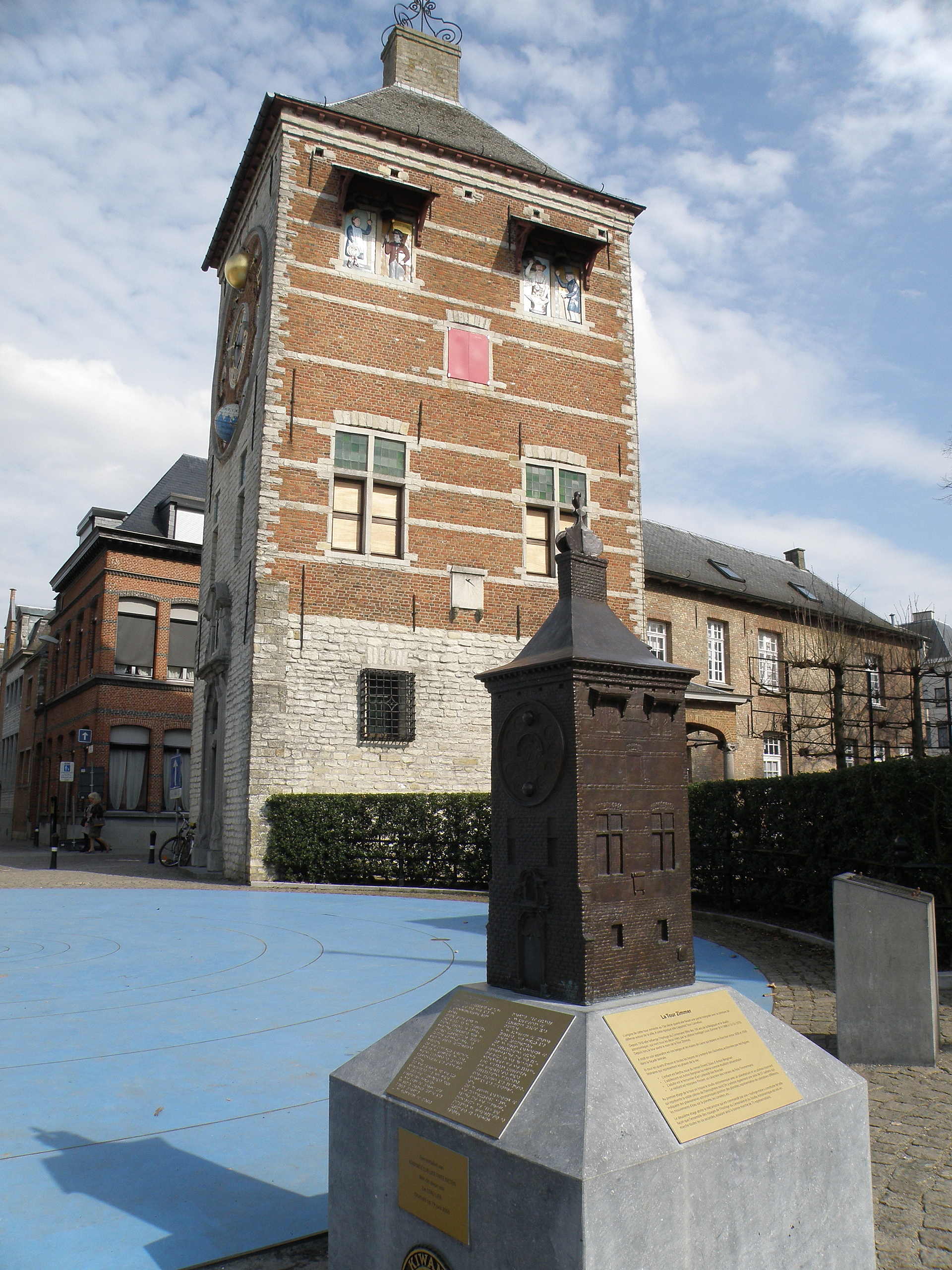
La tour Zimmer, face sud-ouest.

L'année de construction de la tour n'est pas connue, mais elle date d'avant 1425. Les autorités de la ville vendirent la tour en 1812, mais après la Première Guerre mondiale elles la rachetèrent afin de la démolir. En 1928, Louis Zimmer offrit à la ville de Lierre un mécanisme horloger (l'horloge du Jubilé appelée également l'horloge du Centenaire) muni de plusieurs cadrans indiquant le temps, le cosmos et autres phénomènes périodiques. Il fut alors décidé d'accueillir cette horloge dans la Corneliustoren qui à cette fin fut restaurée. Depuis, cette tour est dénommée Tour Zimmer. L'inauguration a eu lieu le 29 juin 1930 pour les cent ans de la Belgique.
L'Horloge astronomique (nommée également l'horloge merveilleuse) qui fut commandée par le roi Albert Ier pour l'Exposition universelle de Bruxelles en 1935, est l'œuvre maîtresse de l'horloger de Lierre. Zimmer en reçu les félicitations notamment d'Albert Einstein. Cette horloge comporte entre autres le mouvement horloger mécanique le plus lent au monde : une révolution par 25 800 ans (précession des équinoxes). Elle se trouve depuis 1960 dans un pavillon situé à côté de la Tour. L'ensemble forme le musée Zimmer.
Une représentation du système solaire a été installée sur la petite place devant la tour, avec la représentation des astéroïdes (1664) Felix et (3064) Zimmer découverts en 1929 et en 1984 et baptisés d'après l'écrivain flamand Félix Timmermans et Louis Zimmer.

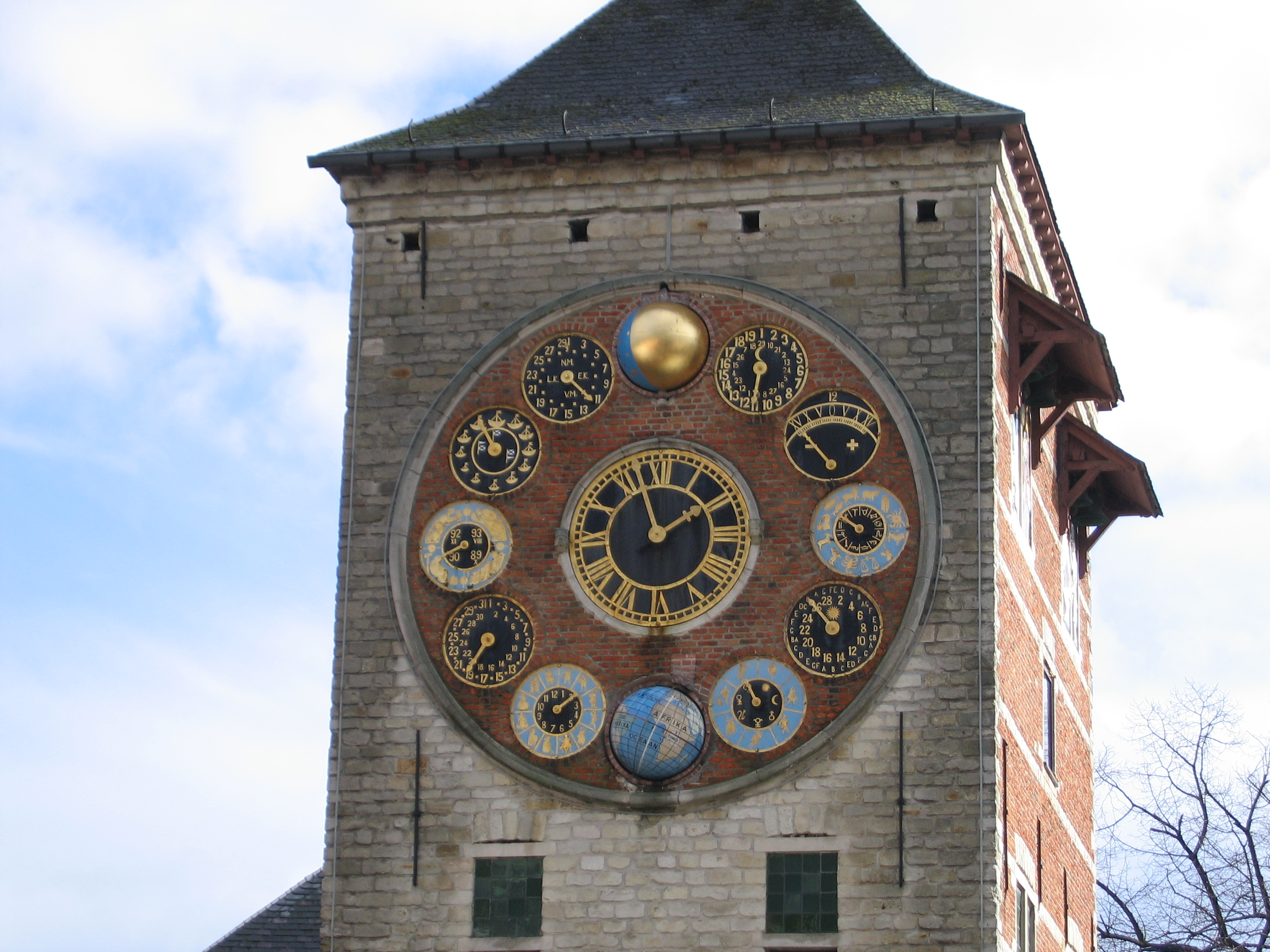
La tour Zimmer avec l'horloge du Jubilé (face nord-ouest).

## Les cadrans
Les 12 cadrans représentent, dans l'ordre (à partir de 1h) : 
- le cycle lunaire (cycle de 19 ans)
- l'équation de temps
- le zodiaque avec ses 12 signes
- le cercle solaire (cycle de 28 ans)
- les années bissextiles sont signalées par deux lettres contre une seule pour les années « normales »
- le jour de la semaine représenté par des divinités gréco-romaines
- la rotation de la terre avec la symbolisation des méridiens
- le calendrier grégorien représenté par des symboles (juillet = mois du foin)
- le calendrier des dates
- le cadran des saisons : les nombres indiqués représentent la durée de chaque saison en jours et heures
- le cadran des marées
- la lunaison (cycle de 29 jours), avec l'indication des quatre quartiers de lune
- les phases de la lune